# Juste d'Urgell
Juste Ier d'Urgell, mort vers 546, est un saint chrétien, premier évêque d'Urgell.

## Biographie
Juste est le frère de Justinien, évêque de Valence ; de Nebridius, évêque d'Egara ; et d'Elpide, évêque de Huesca.
Devenu premier évêque d'Urgell, il participe au deuxième concile de Tolède en 531 et à celui de Lleida en 546.
Il est notamment l'auteur d'un commentaire allégorique sur le Cantique des Cantiques, inspiré de la Vulgate, d'un codex de la Bibliothèque royale et d'un sermon en l'honneur du martyre de Saint Vincent. 
Il est principalement vénéré à la Seu d'Urgell où un autel du XIe siècle dans la cathédrale lui est consacré. Il meurt vers 546; on ne sait cependant pas où il est enterré bien que de nombreux historiens affirment qu'il reposerait sous la Cathédrale Sainte-Marie d'Urgell.
Juste d'Urgell apparaît dans le Martyrologe romain et est fêté le 28 mai.